# Петро Оришкевич
Петро Оришкевич (29 квітня 1909 р., м. Олесько, нині Буський район Львівської області, Україна — 5 жовтня 1982 р., м. Вашингтон, США) — український науковець, доктор географії, педагог, громадський діяч.

## Біографія
Народився 29 квітня 1909 р. в містечку Олеську в багатодітній родині (дев'ятеро дітей). Його батько Семен працював судовим урядником, мати Кароліна Денищук займалася вихованням дітей та веденням господарства. Двоє з братів Петра, Олександр та Іван-Діонізій, стали священиками.
Навчання розпочав в Олеську в польській 4-класній школі. Далі вчився в гімназії у Львові, яку закінчив 1928 р. Продовжив освіту в Львівському університеті імені Яна Казимира (нині Львівський національний університет імені Івана Франка), де вивчав географію та природу. У 1933 р. отримав диплом магістра філософії. У 1937—1938 роках проходив дворічну вчительську практику в гімназії у Перемишлі.
Після складання педагогічного іспиту (1939 р.) у Львівському університеті на право навчання географії та природи у середній школі вчителював у школі № 1 міста Золочева. У 1942—1944 роках був учителем стенографії, машинописання і географії Торговельної школи в Золочеві, з 1943 до 1944 року — в новоствореній семінарії у Золочеві. Тут одружився з Ярославою Руденською із Заріччя. У Золочеві народився син Яромир.
1944 року майже вся родина Оришкевичів виїхала на еміграцію, спочатку до Чехословаччини, а згодом до Німеччини. Перебуваючи у Німеччині, студіював в Українському Вільному Університеті у Мюнхені, де захистив докторську дисертацію «Українці Засяння» та отримав науковий ступінь доктора географії. Науковим керівником його дисертації був професор, доктор Володимир Кубійович.
1949 року Петро з дружиною та сином емігрували до Америки. У США також виїхали його брати: Іван (став священиком), Йосип і Роман (стали докторами медицини), Тадей (став інженером), сестри Софія і Сузанна (вийшла заміж за Пилипа Телішевського) (стали вчительками). В Україні залишився брат — священик Олександр, який став багатолітнім в'язнем сталінських концтаборів.
У США Петро працював спочатку звичайним робітником, пізніше дістав державну посаду в Службі військових карт і за своїм фахом працював протягом 26 років аж до виходу на пенсію 1977 року. Він був членом двох американських організацій: Асоціації американських географів і Крайового географічного товариства.
Був дуже активним член-кореспондентом Наукового Товариства Шевченка і довголітнім секретарем відділу цієї організації у Вашингтоні. У його домівці і за його участі відбувалися численні засідання, доповіді та наукові дискусії. Був диригентом українського хору, любив організовувати різні громадські заходи. Із 1955 року у вільний від основної роботи час працював учителем Школи українознавства імені Тараса Шевченка у Вашингтоні, впродовж 1963—1974 років був її директором. Під його керівництвом школа отримала державну акредитацію.
Брав активну участь у виданні збірника «Золочівщина», що був опублікований 1982 року в Торонто.
Є автором численних наукових і публіцистичних статей, підручників і атласів з географії. Його праці і зараз перевидають та рекомендують до вивчення
Помер 5 жовтня 1982 р. у Вашингтоні на 73-му році життя від серцевого нападу. Похований у Вашингтоні на цвинтарі Cedar Hill S. E.

## Вибрані праці
- Оришкевич П. С. Українці Засяння: географічно-історичний нарис / Петро Оришкевич. — Мюнхен: Український Вільний Ун-т. — 1962. — 49 с.
- Оришкевич П. С. Географія українців (русинів) Великого Вашингтону / П. Оришкевич. — Вашингтон; Нью-Йорк: Видання Осередку Н. Т.Ш. у Вашингтоні, 1981. — 64 с.
- Оришкевич П. С. Географічні мапи України / П. Оришкевич. — Нью-Йорк, 1963, 1970, 1990.
- Оришкевич П. С. Початкова географія України і українських поселень / П. Оришкевич. — Нью-Йорк, 2006.
- Оришкевич П. С. Творчий шлях Станислава Людкевича / П. Оришкевич // Газета «Свобода». Український щоденник від 23 і 24 квітня 1980 р. — № 93 і № 94. — Джерзі Ситі, Нью-Йорк.